# Аргентина на летних Олимпийских играх 1920
Аргентина принимала участие в Летних Олимпийских играх 1920 года в Антверпене (Бельгия) в третий раз за свою историю, но не завоевала ни одной медали.
Страну преедставлял только один спортсмен — боксёр Анхель Родригес, который выступал в весовой категории до 57.2 килограммов.

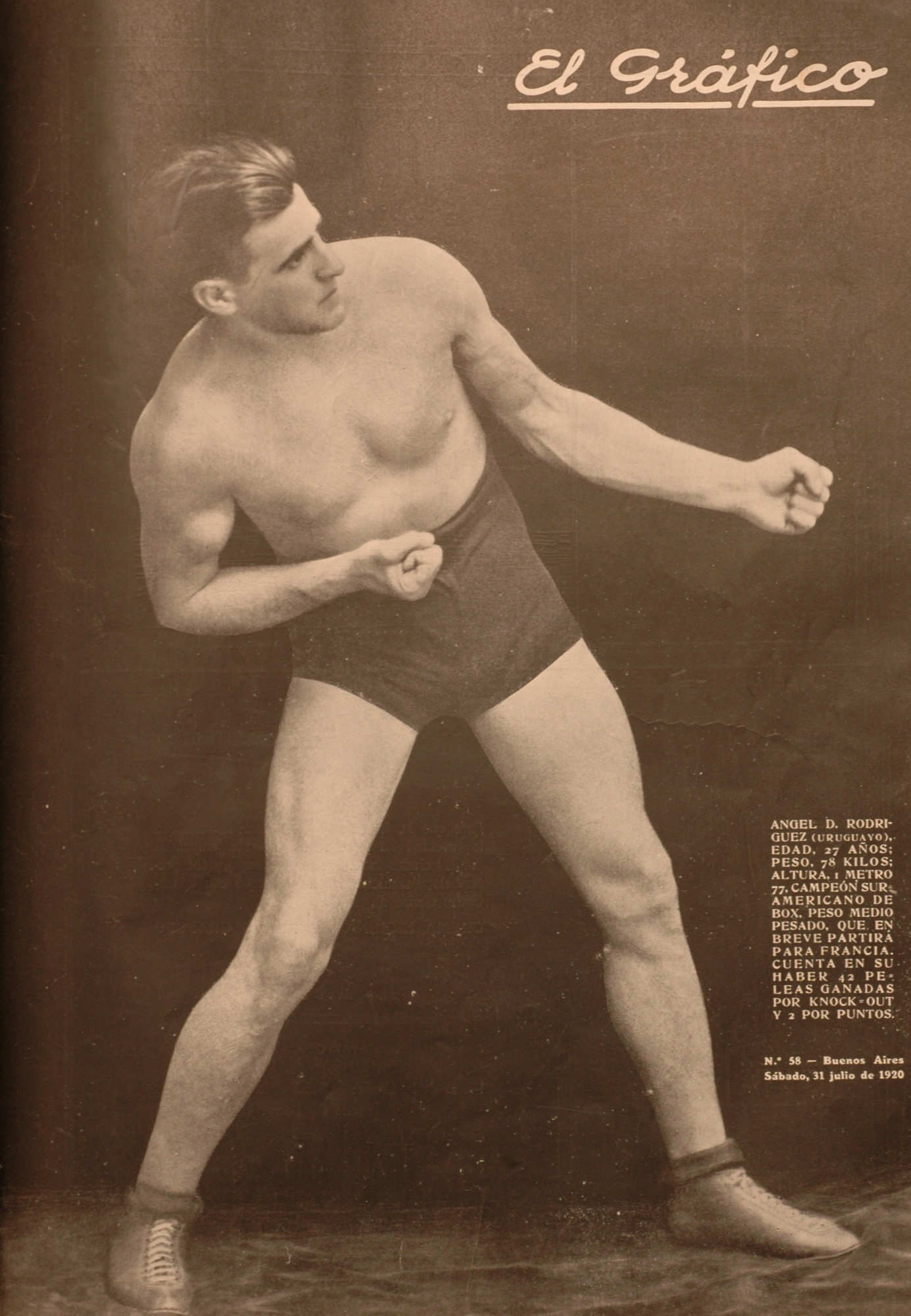
Боксёр Анхель Родригес

## Результаты
Анхель Родригес провёл бой с норвежцем Артуром Олсеном, проиграл и выбыл из соревнований. Он занял 16 место в итоговой таблице.